# 林家笑丸
林家 笑丸（はやしや えみまる、1974年（昭和49年）2月15日 - ）は、大阪府交野市出身の落語家であり漫談家。本名は松崎 勝彦（まつざき かつひこ）。吉本興業（旧・よしもとクリエイティブ・エージェンシー）所属。上方落語協会会員。

## 来歴・人物
1996年（平成８年）京都産業大学卒業の二年後、1998年（平成10年）4月に4代目林家染丸に入門、「笑丸」拝命。
上方落語界屈指の多芸な落語家。
笑いの多い「滑稽噺」や踊りが入る「音曲噺」、数多くの芸事を入れる独自の「演芸落語」を得意とする。
明るく陽気な「落語130席」以外にも、笑丸創作音曲噺「ウクレレ落語」、紙を見ずに後ろで紙を切る「後ろ紙切り」、後ろ向きでお面をつけて踊る舞踊「後ろ面」等の多彩な芸を持つ。
さらに寄席の踊りかっぽれにアクロバットを取り入れた「バク転かっぽれ」や「松づくし」、三味線漫談やウクレレ漫談、大道芸、花柳流日本舞踊も披露する。
古典落語にそれらの芸を取り入れて、独自の演芸落語を演じる。
全国各地で開催される講演会でも、落語と演芸を取り入れた講演の講師として実績が豊富である。
2002年（平成14年）、文化庁移動芸術祭に「寄席の踊り」で出演。
2005年、カナダ・バンクーバーで『落語とクラシックの夕べ』公演。2006年、「彦八まつり」内で行われる若手落語家No.1決定戦「RR-1」で優勝。
2007年（平成19年）6月7日、テレビ朝日「その男、副署長〜京都河原町署事件ファイル〜」にて紙切り指導も担当。また紙切りが得意な犯人の手の役で出演。6月30日、天満天神繁昌亭にて独演会を開催。同年、エフエム大阪くらこれ企画『落語あんさんぶる』（そごう劇場）公演。さらに、アメリカ・サンフランシスコにて『大阪 - サンフランシスコ姉妹都市提携50周年記念事業・英語落語公演』に、英語上方演芸（紙切り・南京玉すだれ・かっぽれ）で出演した。
2012年（平成24年）9月から2014年（平成26年）2月まで、あなたの街に住みますプロジェクトで2代目奈良県住みます芸人に就任。
2017年NHK連続テレビ小説『わろてんか』にて「うしろ面の踊り」の指導を担当。また落語家役で出演。

## 受賞歴
- 2006年：落語家No.1決定戦・初代チャンピオン
- 2007年：NHK新人演芸大賞・新人賞
- 2008年：なにわ芸術祭落語部門・新人奨励賞
- 2011年：繁昌亭ドリームジャンボコンテスト月間チャンピオン
- 2012年：繁昌亭ドリームジャンボコンテスト月間チャンピオン
- 2000年：皆生温泉湯けむり大使』任命
- 2011年：イケメン落語家5人組メンバー

## 出演番組

### テレビ
- H14年(2002)超世代統一広場 オジャング（毎日放送）
- H14年４月SUTVレポーター
- H15年(2003)9月サンテレビ「三枝の兵庫寄席」大喜利とバック転で出演
- H15年9月毎日放送「吉本落語家全員集合」
- H17年(2005)～住宅情報番組「夢住ま」リポーター
- H18年(2006)5月毎日放送「丑三つ亭」出演
- H18年6月音遊人(みゅーじん)（テレビ東京）ウクレレ落語で出演
- H18年8月サンテレビ「“元気な関西人を発見するヒューマンバラエテイ”十人十色」ゲスト出演
- H19年(2007)6月7日その男、副署長〜京都河原町署事件ファイル〜（テレビ朝日）紙切り指導
- H19年6月7日CATV「OSSAN　BAND　BATTLE」ウクレレ落語でゲスト出演
- H19年12月1日あなたのやさしさを2007（NHK総合）
- H19年12月15日NHK新人演芸大賞（NHK総合）「平成19年度NHK新人演芸大賞」落語で出演
- H19年12月31日OSテレビ「私のイチオシ芸人！」ウクレレ落語・お笑い紙切りで出演
- H20年(2008)1月28日上方演芸ホール（NHK大阪）「上方演芸ホール」寄席の踊りで出演
- H20年3月30日中国放送　爆笑!よしもと紙屋町劇場（中国放送）ウクレレ落語、後ろ紙切りで出演
- H21年(2009)4月12日NHK大阪放送局「上方演芸ホール」落語で出演
- H21年12月3日ＫＢＳ京都テレビ「ぽじポジたまご」後ろ紙切りで出演
- H22年(2010)4月10日MBS毎日放送『せやねん』出演
- H23年(2011)1月4日ＫＴＶ関西テレビ『扇町寄席～新春すぺしゃる～』ウクレレ落語で出演
- H23年3月31日ＹＴＶ読売テレビ『平成紅梅亭　東西特選落語会』落語で出演
- H24年(2012)1月29日ＡＢＣラジオ『日曜落語なみはや亭　“上方落語界のオールスター集結”「ＡＢＣ上方落語を聞く会」』
- H24年2月1日、11月6日『リサイクルショップCM』リポーター林家笑丸
- H25年(2013)4月1日NHK奈良　『ならナビ』ゲスト林家笑丸https://www.nhk.or.jp/nara/program/　トークと紙切り
- H25年4月4日 MBSラジオ『ありがとう浜村淳です』トークとウクレレ
- H25年4月6日BS日テレ『ケンイチ』リポーターと紙切り
- H25年5月25日MBSテレビ(毎日放送)『知っとこ！』
- H25年5月30日読売テレビ『よしもと落語研究会』
- H25年7月12日、19日BS日テレ『ケンイチ』
- H25年6月29日TVOテレビ大阪「ノリで行こう!!」
- H25年8月1日フジテレビ『笑っていいとも』
- H25年8月24日読売テレビ2013 夏のスペシャル「KANSAI 商店街グランプリ」リポーター林家笑丸
- H25年9月13日ＡＢＣ朝日放送『ニッポン最強お夜食　今夜、食べちゃう！』
- H25年12月31日ＴＢＳ『47都道府県一斉1000人アンケート！！地元民が選ぶ愛されお取り寄せ」』(関東限定) リポーター林家笑丸
- H27年(2015)1月13日読売テレビ『平成紅梅亭』
- H27年6月28日毎日放送『らくごのお時間』落語、後ろ紙切り、似顔絵紙切り、後ろ面、ウクレレで出演
- H27年12月11日NHK総合『NHK上方落語の会』落語、後ろ紙切り、後ろ面、ウクレレで出演
- H29年(2017)5月26日NHK総合『NHK上方落語の会』落語で出演
- H29年10月～NHK連続テレビ小説『わろてんか』「うしろ面」の指導を担当。また落語家役として出演。

### ラジオ
- H14年(2002)11月FM放送メインレギュラーパーソナリテイ―
- H15年(2003)9月～ラジオよしもと むっちゃ元気!（ラジオ大阪）
- H18年(2006)4月FM大阪「くらコレ」
- H19年(2007)6月16日～7月FM大阪「おしゃべり音楽マガジン　くらこれ」
- H19年FM大阪「落語あんさんぶる』CM出演
- H21年(2009)6月25日ＡＢＣラジオ「ＡＢＣミッドナイト寄席」落語で出演
- H23年(2011)4月4日MBSラジオ「ありがとう浜村淳です」ゲスト林家笑丸

### CM
- 『飲酒運転撲滅キャンペーン・大阪府警TVCM』大阪府警察ホームページ・警察広報用ビデオ「飲酒撲滅ＣＭ(飲酒運転をみんなの力で撲滅しよう動画)　行楽地編」
- 『皆生温泉CM 皆生温泉湯けむり大使「林家笑丸」出演』

### DVD
- 2011年7月号　ベネッセ こどもちゃれんじ ほっぷ　DVD　紙切りコーナーで出演